# Maja Lagojvet
Maja Lagojvet (alb. Maja Lagojvet) – szczyt górski w Górach Północnoalbańskich (alb. Prokletije) na Półwyspie Bałkańskim. Położony jest w pobliżu Parku Narodowego Thethit. Główny wierzchołek ma wysokości 2540 m n.p.m. i sąsiaduje z Maja Shkurt (2499 m n.p.m.). Położony jest niedaleko granicy z Czarnogórą na terenie której od północy sąsiadują z nim szczyty Maja Vukoces (2450 m n.p.m.) i masyw Trojan (2190 m n.p.m.).